# Skogsbete

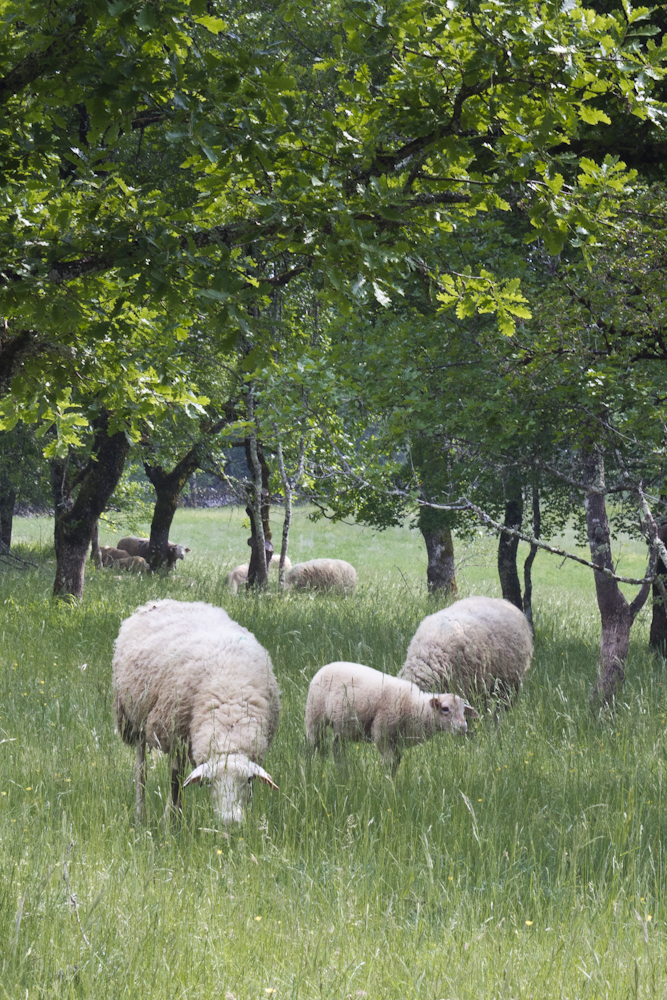
Får som betar i en ekskog.

Skogsbete är en form av skogsjordbruk och innebär att integrera träd, foder och bete med tamdjur på ett ömsesidigt fördelaktigt sätt. Korrekt hanterat kan skogsbete öka den totala produktiviteten och de långsiktiga inkomsterna på grund av samtidig produktion av trädgrödor, foder och boskap, och kan ge miljöfördelar såsom att binda koldioxid i marken. Skogsbete är en av de äldsta kända formerna av jordbruk och har praktiserats i många delar av världen i århundraden.

## Användning
Att anlägga ett skogsbete kan ha flera viktiga fördelar. 
- Den totala ekonomin på längre sikt förbättras.
- Marken kan binda kol vilket bromsar koldioxidutsläpp.[3]
- Det ökar den biologiska mångfalden.[4]

Skogsbete kan etableras i en befintlig skog, men följande principer gäller för framgång:
1. Skogsbete kan skapa ett jordbruk bestående av många olika ekotyper med gräs, örter och träd som djurfoder. Detta ger djuren en mer varierad och hälsosam kost som inte bara är näringsrik utan också medicinsk.
2. Man bör välja djur med omtanke så att de gör mer nytta än skada. Det är mycket viktigt att flytta djuren mellan olika skogsgläntor så att det inte blir överbetat. Djuren mår bra av det och blir inte lika utsatta för sjukdomar.
3. Vid plantering av träd ska man välja träd som har flera funktioner, till exempel ger frukt, nötter eller skugga. Andra exempel:
  - Videsläktet som är mycket anpassningsbart och producerar tanniner som har visat sig minska vissa parasiter hos betande får.
  - Mullbärssläktet växer snabbt och är mycket produktivt och välsmakande för alla betande djur.
  - Poppelsläktet erbjuder bra skugga och är ett av de mest värdefulla foder för betande djur.

## Historia
Skogen var den vanligaste betesmarken för kreaturen i Europa under medeltiden ända fram till 1900-talet. Jordbruket i Sverige har alltsedan de första bönderna slog sig ner här varit kopplat till boskapsskötsel. I södra Sverige var det gamla jordbrukslandskapet indelat i utmarker och inägor. Inägorna var åker och ängsmark som hägnades och sköttes för produktion av mat för djur och människor. Inga djur fick beta där förrän skörden var bärgad på sensommaren. Kor, får, hästar och getter betade i skogen, oftast utan stängsel. Skogsbeten är ekonomiskt bärkraftiga och bra för biologisk mångfald. Dessutom är det ett biologiskt kulturarv.